# Siège de Narbonne (719)
Pour les articles homonymes, voir Siège de Narbonne.
Batailles
Le premier siège de Narbonne a lieu en 719. Il est mené par les forces arabo-berbères d'Al-Samh ibn Malik al-Khawlani, qui capturent la ville à la fin du siège.

## Contexte
Les musulmans commencent leur première campagne militaire annuelle et leur première traversée des Pyrénées.Ils occupent depuis au moins 714 la septimanie. En 719 Ils attaquent Narbonne qui leur résiste. Malik passe l'hiver dans la province et revient l'année suivante ; Al-Samh continue à attaquer et conquérir le territoire dont les défenseurs sont tous massacrés. 
Au VIIIe siècle, Narbonne dispose toujours des murailles héritées de l'époque romaine, chantées par l'évêque Sidoine Apollinaire en 465. Selon une histoire locale connue des Narbonnais, les Sarrasins seraient entrés dans la ville par surprise, à l'automne 719, profitant de l'ouverture des portes en cette période de vendanges. Ce qui expliquerait pourquoi la ville, en dépit de ses ouvrages défensifs, fut si facilement conquise et si longue à reprendre. Le chef musulman fit mettre à mort les hommes ayant tenté de défendre la cité, déporter leurs femmes et enfants en Espagne et laissa une petite garnison.
Selon les sources médiévales, les habitants ne sont probablement pas massacrés, mais la ville est mise à sac.

## Conséquences
La province fait immédiatement sa soumission aux musulmans. Le wali installe une garnison de soldats dans la ville. Les villes voisines de Béziers, Lodève, Agde et Villeneuve-lès-Maguelone sont prises la semaine suivante mais Nîmes résiste.